# Ralo
Ralo est une commune située dans le département de Poa de la province de Boulkiemdé dans la région du Centre-Ouest au Burkina Faso.

## Géographie
La commune est traversée par la route nationale 14.

## Éducation et santé
La commune accueille un centre de santé et de promotion sociale (CSPS).